# Thesium italicum
Thesium italicum là một loài thực vật có hoa trong họ Santalaceae. Loài này được A.DC. miêu tả khoa học đầu tiên năm 1857.